# Frontières du Cameroun

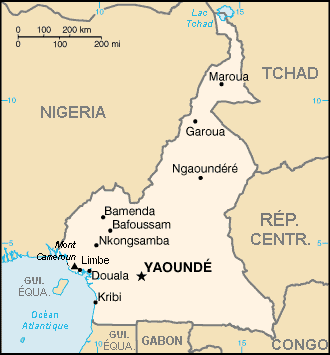
Carte du Cameroun, mettant en évidence ses frontières terrestres avec les pays voisins.

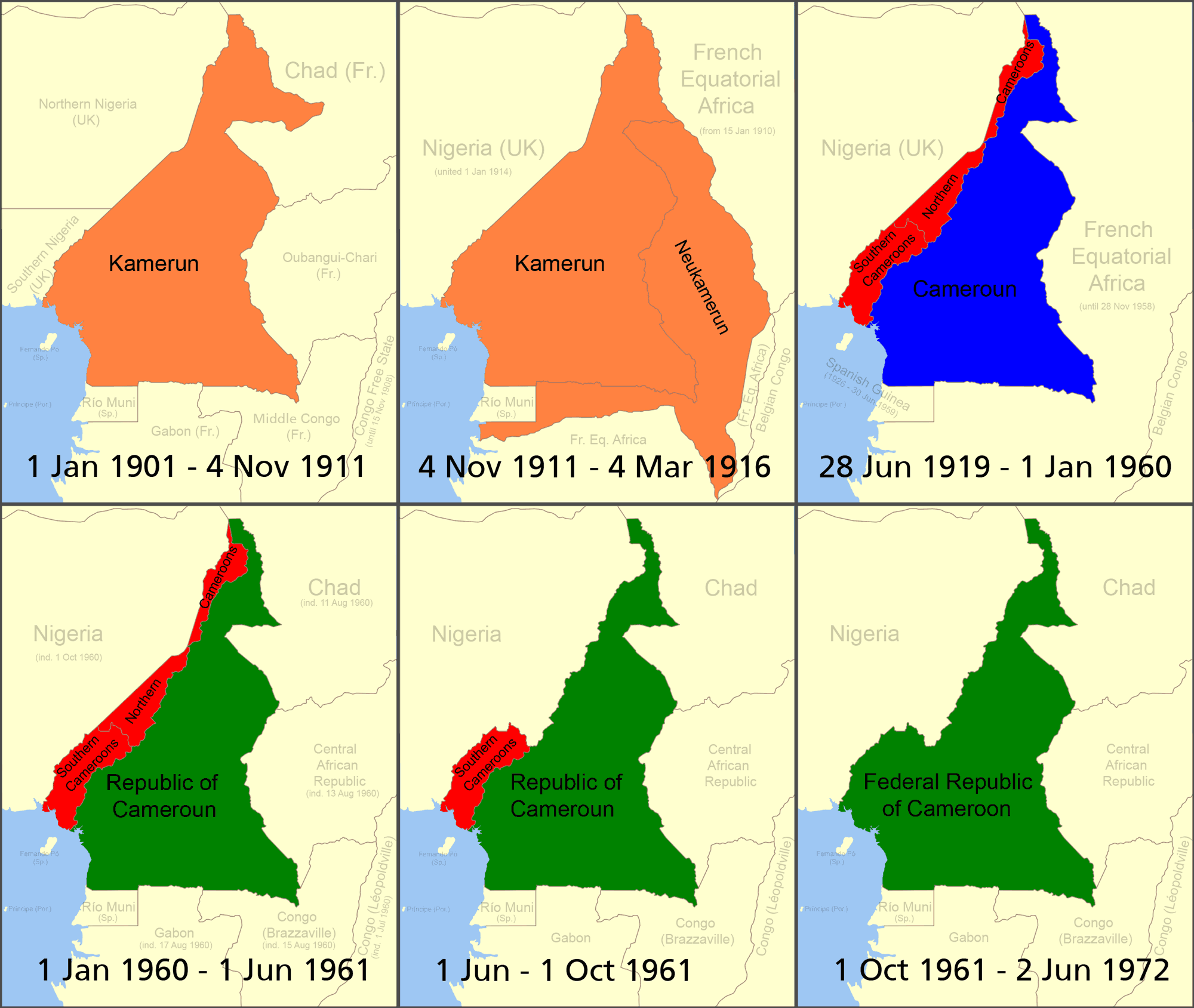
Evolution des frontières du Cameroun entre 1901 et 1972

Cet article recense les frontières du Cameroun.

## Frontières

### Frontières terrestres
Le Cameroun partage des frontières terrestres avec ses six pays voisins, le Nigeria, le Tchad, la République centrafricaine, la République du Congo, le Gabon et la Guinée équatoriale, pour un total de 5 018 km.

### Frontières maritimes
Le Cameroun possédant une façade maritime à l'ouest du pays, sur l'océan Atlantique, des délimitations y existent avec deux pays limitrophes, le Nigeria et la Guinée équatoriale. L’État est également séparé du Niger par le lac Tchad.

### Récapitulatif
Le tableau suivant récapitule l'ensemble des frontières du Cameroun :
| Pays                      | Terre (km) | Mer (km) | Total (km) | Notes                                    |
| ------------------------- | ---------- | -------- | ---------- | ---------------------------------------- |
| Nigeria                   | 1690       |          |            |                                          |
| Tchad                     | 1094       | —        | 1094       |                                          |
| République centrafricaine | 797        | —        | 797        |                                          |
| République du Congo       | 523        | —        | 523        | Dont 426km de frontière fluviale.        |
| Gabon                     | 377        | —        | 377        | Frontière quasiment uniquement fluviale. |
| Guinée équatoriale        | 189        |          |            | Frontière jamais clairement définie      |
| Total                     | 4 591      |          |            |                                          |